# Симеон Полоцки
Симеон Полоцки (световно име - рус. Самуил Гаврилович Петровский) био је књижевник, песник, преводилац, драмски писац, просветитељ и научник. Рођен је у Полоцку, 12. децембра 1629. године, а умро је у Москви 25. августа 1680. године.

## Биографија
Рођен је у области Полацк која је у то време било део Великог војводства Литваније у Белорусији 1628. године. Школовао се на Кијевској богословији, најстаријој високој верској школи украјинске православне цркве Московског егзархата. Био је ученик Лазара Барановича. Касније, 1653. године дипломирао је на Виленској богословији.
У 27. години постао је грчко-католички монах православне школе Братства у Полоцку. Тада добија световно име Самуил Гаврилович Петровский. До краја живота Симеона као највећа тајна остала је да је одликован Орденом Светог Василија Великог.
Његово име постаје познато тек 1656. године када приликом посете свом родном граду Полоцк упознаје цара Алексеја Михајловича. У овом периоду водио се рат између Русије и Пољске. Симеон је тада стао на страну Русије и постао наклоњен цару. На позив цара, Симеон заједно са другим образованим људима сели се у Москву где убрзо постаје ментор краљевске деце.
На захтев цара отворио је прву школу која је имала за циљ едукације руских службеника на латинском језику и језику дипломатије. Био је и први учитељ граматике, поетике и реторике у Русији. Оживео је давно заборављену уметност проповедања. Његове проповеди показале су се као веома популарне. Ученост га је прославила и у другим православним земљама. На захтев оријенталних патријарха проповедао је и промовисао грчко учење.
Писање поезије била је један од његових омиљених активности. Песме је писао брзо и са великим ентузијазмом.
Поетско наслеђе које је остало иза њега достиже педесет хиљада линија поезије.

## Теологија
Већ у првим годинама свог боравка у Русији, Симеон је активно учествовао у спровођењу реформи цркве и борби против старих верника. Заузео је дубок став против црквених и књижевних конзервативаца. Борба се огледала у непризнавању става званичне Руске православне цркве у знак протеста против црквених реформи које је увео патријарх Никон у Москви између 1652. и 1666.
На двору цара Алексеја Михајловича добио признање за мудрог филозоф и песника. Био је укључен у послове од националног значаја, нарочито оне везане за догађаје у Саборној цркви 1666—1667. године. У име Синода изнео је став којим пориче петицију Лазара и Никона.
У знак признања његове мудрости и образовања Симон добија задатак да образује самог цара Алексеја Алексејевича за живота. Након цареве смрти наставља да обучава наследнике Фјодора III, регенткињу Софију и Петра I.

## Радови
Симеон Полоцки гледано кроз историја означава прекретницу у руској књижевности. Наводи као први песник који је писао на руском језику. Ипак највећи део његових радова био је написан на црквенословенском или пољском.
Као песник држао се принципа слоговног пољског опевање које је научио као младић. Његова поезија је дидактичка а језик писања тежак и гломазан. Већина песама описивала је политичке догађаје или откривала недостатке савременог живота.
Као теолог често је цитирао Вулгата , Светог Јеромина и Светог Августина и друге латинске владаре.

#### Збирке проповеди
- „Ручак мира” (109 проповиједима)[2]
- „Вечера душе” (78 беседа и Омилија 29)
- „Круна православнокатолицхескои вере”

#### Драмска дела
Поред поезије писао је и драмска дела.
Прво дело под његовим руководством извели су студенти 1658. године под називом:
- „Разговори Пасторал”

Три представе играле су се на двору:
- „Изгубљени син”
- „Навуходоносор и троје деце”
- „Навуходоносоре и Холофернес”